# Kalcerrytus limoncocha
Kalcerrytus limoncocha är en spindelart som beskrevs av Galiano 1999 [2000. Kalcerrytus limoncocha ingår i släktet Kalcerrytus och familjen hoppspindlar. Inga underarter finns listade i Catalogue of Life.